# Maritza Corredor
Pour les articles homonymes, voir Corredor.
Maritza Corredor Álvarez, née le 21 janvier 1969 à Sogamoso, est une coureuse cycliste colombienne.

## Palmarès sur route
- 1992
  - Tour de Colombie féminin
    - Classement général
    - 4e étape
- 1995
  - Tour du Mexique
  - 7e de la course en ligne des championnats du monde de cyclisme sur route 1995
  - 9e du contre-la-montre des championnats du monde sur route
- 1996
  -  3e du championnat panaméricain de contre-la-montre
  - 24e du contre-la-montre des Jeux olympiques d'été de 1996